# Guidismo
Se llama guidismo en a la práctica del movimiento juvenil creado por Robert Baden-Powell y Agnes Baden-Powell en 1909 dirigido a niñas y jóvenes mujeres.
El Guidismo se practica en 155 países.
Cada país posee una organización nacional coordinada a nivel internacional por la Asociación Mundial de las Muchachas Guías y las Guías Scouts, también conocida por su sigla en inglés WAGGGS (World Association of the Girl Guides and Girl Scouts).

## Iniciadoras del Guidismo
La Asociación de Muchachas Guías del Reino Unido fue fundada en 1910 por iniciativa de los hermanos Robert y Agnes Baden-Powell.
En los Estados Unidos, Juliette Gordon Low, fundó las 'Girl Scouts of the USA' (Muchachas Scouts de los Estados Unidos de América).
En Europa las primeras experiencias las iniciaron Olga Malkowska en Polonia y Antoinette Butte en Francia. 
En Nicaragua se crea en 1945 la Federación Nacional de Muchachas Guías de Nicaragua por Josefa Toledo de Aguerri, cariñosamente llamada "Doña Chepita", Líder sufragista y reconocida educadora nacional.
En Argentina en 1953 se fundó la Asociación Guías Argentinas. por Nair Fernández Blanco de Gowland (cariñosamente apodada "mamina")
En México, el 25 de septiembre de 1930 Evelyn Margaret Bourchier (Captain) fundó la primera "Compañía México" de ultramar de las guías británicas realizándose la primera junta en casa de la Sra. V.C.W. Forbes, esposa del Primer Secretario de la Embajada Británica.
En 1913 se forma la primera compañía de Rancagua, Chile, dirigida por la Sra Irene Morales y la Sra Sara Vásquez, el 15 de julio de 1918 se declara oficialmente organizado el guidismo en Chile por la Sra Victoria Caviedes.

## El surgimiento del nombre
El nombre 'Guías' fue propuesto por Baden-Powell a partir de un famoso regimiento de frontera que tenía el ejército británico en la India, el Cuerpo de Guías, que se destacaba por sus habilidades en rastreo y supervivencia.
Al adaptar esta experiencia a la educación victoriana de 1900 para las niñas y jóvenes, Agnes y Robert lo adaptaron a dos temas centrales: por un lado habilidades domésticas y, por el otro, una especie de feminismo práctico que incluya el desarrollo físico, habilidades de supervivencia y campismo, educación para la ciudadanía y educación para la vida.

## Origen
El Guidismo es un movimiento juvenil femenino cercanamente emparentado con el Scoutismo.
Ambos surgieron al comienzo del siglo XX en el Reino Unido por iniciativa de Robert Baden-Powell.
El 1 de agosto de 1907 Robert reunió un grupo de muchachos varones en un campamento experimental en la isla de Brownsea en la Bahía de Poole, Dorset, Inglaterra. A partir de dicha experiencia publicó unos folletos quincenales titulados 'Escultismo para muchachos' (título original: 'Scouting for boys') que rápidamente prendieron en la juventud británica.
En 1909 se realizó una exhibición scout en el Crystal Palace de Londres.
Cuando llegó el momento del desfile de las delegaciones todos se sorprendieron porque el fenómeno se había contagiado a las 'mujeres scouts'.
En general, la opinión popular de ese entonces era contraria a que las muchachas jóvenes realizaran las pruebas y destrezas que ejecutaban los varones, razón por la cual Agnes Baden-Powell decidió escribir un folleto que promoviera una opción adecuada para las niñas.
En 1909, Agnes y Robert publicaron conjuntamente dos libros cuyos títulos fueron: "Pamphlet A: Baden-Powell Girl Guides, a Suggestion for Character Training for Girls" and "Pamphlet B: Baden-Powell Girl Guides, a Suggestion for Character Training for Girls". Estas publicaciones se consideran los precursores del movimiento juvenil femenino y, luego fueron ampliados en un Manual para las Muchachas Guías.
En abril de 1910 ya eran 6.000 las jóvenes registradas como Girl Guides.
En 1912, Agnes resultó nombrada 'de facto' Presidenta de la Asociación de las Muchachas Guías del Reino Unido.
Estos años fueron necesarios para acumular experiencia y poder dar a la luz en 1912 el primer manual titulado "The Handbook for the Girl Guides or How Girls Can Help to Build Up the Empire ".
En 1920, Agnes resignó la Presidencia en favor de la María, Princesa Real y Condesa de Harewood aunque continuó en su rol de Vicepresidenta hasta su muerte en 1945, a la edad de 86 años.

## Evolución del Guidismo y el Escultismo
Con el paso del tiempo la participación femenina en el movimiento creado por B-P tomó dos caminos.
Por un lado, la Asociación Mundial de las Muchachas Guías y las Guías Scouts, también conocida por su sigla en inglés WAGGGS (World Association of the Girl Guides and Girl Scouts), reúne a 155 organizaciones nacionales integradas solamente por mujeres.
Por otro lado, la Organización Mundial del Movimiento Scout, también conocida por su sigla en inglés WOSM (World Organization of Scout Movement), fue incorporando a su programa educativo la opción para las niñas y jóvenes en algunas organizaciones nacionales.
Sin embargo, en sentido estricto, se considera 'Guidismo' al practicado por aquellas asociaciones que son lideradas por mujeres y cuyo programa educativo se dirige preferencialmente a las niñas y jóvenes. 
En algunas organizaciones nacionales como Chile y Costa Rica esta opción se realiza sin dejar de participar una asociación unificada con los varones que practican el escultismo.

## Guidismo en España
En el año 1929 se fundó el Guidismo en España, en San Sebastián, con la promesa de Marita Abrisqueta, a los 18 años (donde desde 1914 funcionaban grupos masculinos) e ingresó en la 2nd London Lone Ranger Company de las Girls Guides inglesas, formando la primera patrulla bajo el nombre de Petirrojo.
Fue legalizada como Asociación Guías de España en el año 1966, y en 1969 fue reconocido el guidismo español a través de la Asociación Mundial. Posteriormente pasó a llamarse Federación Española de Guidismo. 
Actualmente las Guías en España se encuentran localizadas en las comunidades autónomas de: Islas Baleares, País Vasco, Madrid, Valencia, Cataluña y Aragón.

## Guidismo en México
El 25 de septiembre de 1930, Evelyn Margaret Bourchier (Captain) fundó la primera "Compañía México" de ultramar de las guías británicas realizándose la primera junta en casa de la Sra. V.C.W. Forbes, esposa del Primer Secretario de la Embajada Británica, quien había sido el contacto con Lady Baden-Powell y las oficinas de las Guías Británicas, así como con el gobierno mexicano para obtener el permiso correspondiente. Previamente se hizo una primera plática con los padres de familia y niñas que se interesaban en el movimiento, en la cual se leyeron las cartas de Lady Baden-Powell y de Rose Kerr, comisionada nacional de Inglaterra. De esta manera se fundó el Guidismo en México bajo la vigilancia, apoyo y con la autorización del país donde nació. La compañía inicio con 17 guías y a la tercera junta contaba ya con una asistencia de 40 guías.
La primera compañía llegó a tener guías de 13 nacionalidades y 7 religiones distintas. Imperando la armonía, respeto y comprensión. Por lo cual, la "First Mexico Company" se hizo famosa, además gozó de la amistad, apoyo y ayuda de los Scouts de México bajo la presidencia del Sr. Ing. don Jorge Núñez.
A partir de 1930 el guidismo forjó su historia en México evolucionando constantemente pero sin perder sus valores principales.
En la actualidad hay grupos activos en diversas ciudades, Ensenada, Tijuana, Veracruz, Durango, Puebla, Querétaro, Distrito Federal (Ciudad de México), entre otros.